# Madame de Thèbes (film, 1915)
Pour plus de détails, voir Fiche technique et Distribution.
Madame de Thèbes (ou Le Fils du destin) est un fim muet suédois réalisé par Mauritz Stiller et sorti en août 1915.

## Synopsis
Une jeune gitane, Ayla, est maudite par son père car elle a donné naissance à un bébé issu d'une liaison hors mariage avec un étranger à la tribu. Chassée du foyer paternel, elle cherche à abandonner son bébé dans la forêt, mais arrivée dans le parc d'un domaine, elle est recueillie par la propriétaire, la comtesse Julie. Le bébé, Robert, est recueilli par la comtesse. Celle-ci donne un médaillon à son effigie à la gitane ; la comtesse avait perdu récemment un bébé juste après sa naissance. Trente-cinq ans plus tard, à la mort de la comtesse, l'enfant est devenu un homme politique important à qui un poste de ministre est promis. Il apprend par une lettre de la défunte qu'il est le fils naturel d'une gitane qui porte le portrait de la comtesse en médaillon. Le baron von Volmar, homme politique opposé à Robert, consulte une voyante et chiromancienne célèbre, Madame de Thèbes (qui n'est autre qu'Ayla), courtisée par l'aristocratie et la classe politique. Celle-ci prédit un avenir fulgurant au baron dans le domaine politique et consigne ses prédictions sur une feuille d'après l'empreinte de la main du baron.
Entre-temps, Max, le domestique de Robert, a subtilisé à son maître la lettre l'informant de sa naissance véritable pour la donner contre monnaie sonnante et trébuchante au baron. Ce dernier a l'intention de la révéler à ses opposants politiques. De plus, il fait parvenir à Robert la feuille des prédictions de Madame de Thèbes avec sa réponse et l'empreinte de sa main sur la feuille. 
Louise, la fille du baron, apprend les intrigues de son père ; or elle est amoureuse de Robert qui l'avait sauvée d'une agression quelque temps plus tôt, sans révéler son identité. Louise écrit à Madame de Thèbes qui vient juste d'être emprisonnée à cause de l'influence excessive qu'elle exerce auprès de la classe politique. Louise vient la trouver dans sa prison. Elles échangent leurs vêtements et la recluse s'échappe, portant une lettre de Louise destinée à son père dans laquelle elle menace de se suicider si son père ne cesse pas son action diffamatoire contre Robert.
Madame de Thèbes se rend à la session parlementaire au cours de laquelle le baron révèle la naissance illégitime de Robert, qui vient d'être nommé ministre des Affaires étrangères, et de la galerie réservée au public la voyante renie son fils pour lui sauver sa carrière et tombe évanouie. Pendant qu'on lui porte secours, elle montre la lettre de Louise au baron. Celui-ci devant les autres députés revient alors sur ses révélations. Le scandale s'apaise.  
Plus tard, Robert trouve Madame de Thèbes, rendue officiellement à la liberté ; mais atteinte d'une attaque, elle meurt subitement. Alors Robert remarque le médaillon qu'elle porte au cou et se rend compte qu'il s'agit de sa mère naturelle, puisqu'elle porte le portrait de sa mère adoptive.

## Fiche technique
- Titre français alternatif : Le Fils du destin
- Genre : drame
- Réalisation : Mauritz Stiller
- Scénario : Martin Jørgensen, Louis Levy
- Production : AB Svenska Biografteatern
- Photographie : Julius Jaenzon
- Durée : 68 minutes[2]
- Sortie : 23 août 1915 (Suède)

## Distribution
- Märta Halldén: la comtesse Julie
- Nicolai Johannsen: le comte Robert
- William Larsson: Max, le domestique de Robert
- Albin Lavén: le baron von Volmar
- Karin Molander: Louise, sa fille
- Ragna Wettergreen: Ayla, Madame de Thèbes
- John Ekman: son père
- Doris Nelson: Ayla dans sa jeunesse[2]

## Autour du film
Le film a été tourné de mai à début août 1915. La première a lieu le 7 août 1915 à Christiania, capitale de la Norvège ; puis à Göteborg en Suède, le 23 août 1915. En plus de la Suède et de la Norvège, pays d'origine du film, ce film a été vendu au Danemark, en Finlande, au Royaume-Uni, aux Pays-Bas, en France, en Suisse, en Espagne, en Italie, en Allemagne (10 copies), en Autriche-Hongrie, en Russie, en Bulgarie, aux États-Unis (7 copies), au Brésil, à Cuba, en Australie et en Nouvelle-Zélande. Une copie de l'original du film a été retrouvée à la Bibliothèque du Congrès à Washington. Une copie nitrée avec texte français a été retrouvée en 2004.